# Jeanne-Catherine Quinault
Jeanne-Catherine Quinault (* 1725; † 11. Mai 1812 in Paris) war die Ehefrau des französischen Advokaten, avocat au Parlement François-Alixand de Maux (1714–1806) und Nichte der Schauspielerin Jeanne-Françoise Quinault (1699–1783). Der Nachwelt blieb sie als Geliebte von Denis Diderot bekannt.

## Leben und Wirken
Sie entstammte der Schauspielerdynastie der Quinaults, so war ihr Großvater väterlicherseits der französische Schauspieler Jean Quinault (1656–1728) aus Bourges, der seit dem Jahre 1686 mit der Marie Saintelette, der Tochter eines Bäckers aus Verdun, verheiratet war. Vier seiner Kinder wurden ebenfalls Schauspieler. So war sie auch die Nichte der Schauspielerin und Salonnière Jeanne-Françoise Quinault. Sie war die natürliche, d. h. uneheliche Tochter des Schauspielers Abraham-Alexis Quinault (1693–1767) und dessen späterer Ehefrau Catherine-Jeanne Dupré, auch als Mlle de Seine und nach ihrer Heirat als Catherine-Marie-Jeanne Quinault-Dufresne bekannt. Die Eltern heirateten in Lyon am 20. Mai 1727.
Sie war die Ehefrau von François-Alixand de Maux, einem Anwalt am Parlement, avocat au Parlement. Mit der Louise d’Épinay war sie befreundet. Jeanne-Catherine Quinault war für einige Monate mit Étienne Noël Damilaville befreundet, bis dieser im Dezember 1768 verstarb.
Ab dem Frühjahr 1769 trat Denis Diderot in eine intime Beziehung zu ihr, die bis zum Jahre 1771 anhielt, wobei Diderot Mme. de Maux schon seit etwa 1760 kannte. Er war neben Madeleine de Puisieux ab 1745, noch mit Sophie Volland ab dem Jahre 1755 liiert.
Im August 1770 verweilte Diderot in Bourbonne-les-Bains. Er traf dort seine frühere Freundin, Quinault auch Mme. de Maux, die mit ihrer Tochter, der Mme de Pruneveaux, im Thermalbad kurte. Kurze Zeit später verfasste er Les Deux Amis de Bourbonne.

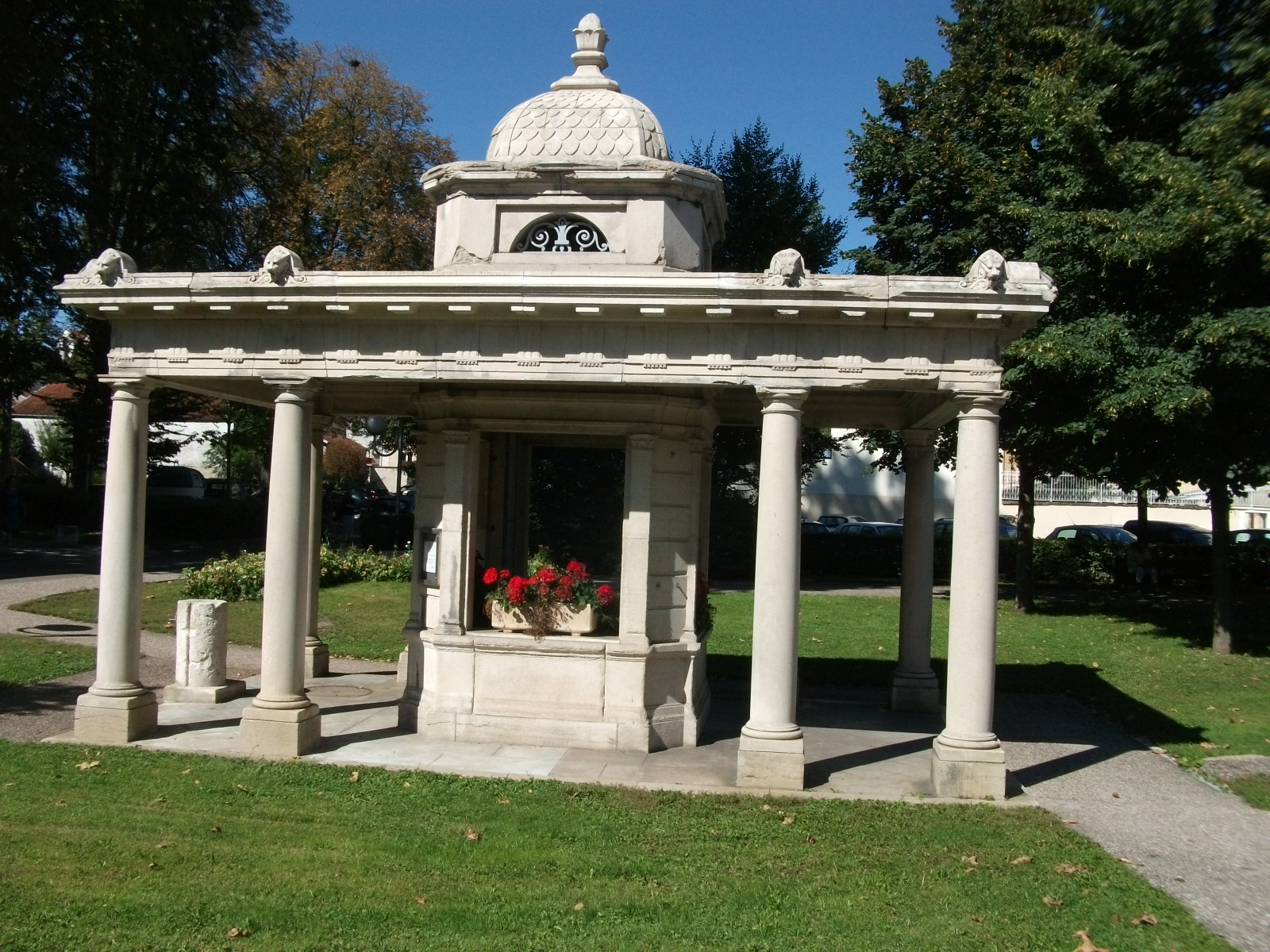
Brunnen vor dem Casino in Bourbonne-les-Bains